# Белла (дозиметр)
«Белла» — бытовой дозиметр, популярный в СССР в конце 1980-х — середине 1990-х годов. Предназначен для оценки мощности дозы гамма-излучения, а также для измерения мощности полевой эквивалентной дозы (МЭД) гамма-излучения по цифровому табло. В качестве датчика используется один счетчик Гейгера типа СБМ-20. Имеет звуковую и световую индикацию превышения МЭД (переполнения цифрового табло). Источник питания: батарея типа «Крона». Выпускался пятигорским заводом «Импульс», желтоводским приборным заводом «Электрон», заводом «Тензор» (г. Дубна) и по неподтвержденным данным — ПО «Восход» (г. Калуга).
Позднее выпускался дозиметр ДБГ-01Н с аналогичными параметрами, имеющий два диапазона измерения 0—99,99 и 0—9999 мкЗв/ч.
В похожем корпусе красного цвета выпускался прибор ДКС-04, который, несмотря на внешнее сходство с «Беллой», не имел с ней ничего общего. Из заметных отличий — меньшая чувствительность (от 100 мкР/ч), датчик другого типа и иная система питания: батарея из 7 элементов типа Д-0,1. Использовалось внешнее зарядное устройство (без применения гальванической развязки от сети), также поставлялся дополнительный переходник под «Крону».

## Основные технические характеристики[1]
| Характеристика                                                                                      | Значение         |
| --------------------------------------------------------------------------------------------------- | ---------------- |
| Диапазон энергий, МэВ                                                                               | 0,05—1,25        |
| Диапазон измерения мощности:                                                                        |                  |
| эквивалентной дозы, мкЗв/ч (μSv/h)                                                                  | 0,2—99,99        |
| (экспозиционной дозы, мкР/ч (μR/h))                                                                 | 20—9999          |
| Основная погрешность измерения МЭД, %, где Р — измеренная МЭД в мкЗв/ч                              | ±(30+4/Р)        |
| Энергетическая зависимость, %                                                                       | ±30              |
| Дополнительная погрешность измерения МЭД, % на 10 °C                                                | ±10              |
| Время установления рабочего режима, с, не более                                                     | 10               |
| Время измерения МЭД, с, не более                                                                    | 45               |
| Время непрерывной работы при естественном радиационном фоне на одном источнике питания, ч, не менее | 200              |
| Уровень звукового сигнала, подаваемого дозиметром на расстоянии 15 см, дБ, не менее                 | 65               |
| Назначенный срок службы, лет                                                                        | 9                |
| Габаритные размеры, мм, не более                                                                    | 36×66×155        |
| Масса, кг, не более                                                                                 | 0,25             |
| Допустимые условия эксплуатации:                                                                    |                  |
| Диапазон температур, °C                                                                             | от 0 до +40      |
| Относительная влажность, %, не более                                                                | 80               |
| Атмосферное давление, кПа (мм рт. ст.)                                                              | 84—106 (630—800) |